# Lars-Erik Wahlgren
Lars-Erik Malcom Wahlgren, född 14 maj 1929 i Åsele, Västerbottens län, död 10 oktober 1999 i Halmstad, Hallands län, var en svensk militär (generallöjtnant).

## Biografi
Wahlgren var son till jägmästaren Erik Wahlgren och Ruuth Ellung. 1953 blev han officer som fänrik vid pansartrupperna och Skånska pansarregementet (P 2) i Hässleholm. Wahlgren blev löjtnant 1955, kapten 1964, genomgick Militärhögskolans stabskurs 1963–1965 och utnämndes till kapten i Generalstabskåren. Han tjänstgjorde som lärare vid Militärhögskolan 1967 och 1967–1968 utbildades han vid amerikanska krigshögskolan Command and General Defense College i Fort Leavenworth. Wahlgren blev major 1969, tjänstgjorde vid Södra militärområdet (Milo S) 1970 och blev överstelöjtnant 1972. Åren 1974–1975 var Wahlgren kontingentchef för svenska FN-förbandet i Sinaihalvön, Mellanöstern. 1977–1980 var han försvarsattaché i Oslo, och under samma år dessutom chef för UN Staff Officers Course i Strängnäs.
År 1975 var han tjänstgjorde han vid Norra skånska regementet (P 6), blev kurschef FN-utbildning 1976–1979, samt överste och försvarsattaché i Norge 1977. Wahlgren var chef för Gotlands regemente (P 18) 1980–1983. År 1983 valdes han in i Kungliga Krigsvetenskapsakademien. Samma år utnämndes Wahlgren till generalmajor och chef för Gotlands militärkommando innan han blev generallöjtnant 1988 och stod till ÖB:s förfogande. Han hade internationella uppdrag (force commander UNIFIL juli 1988–februari 1993, var assistent till FN:s generalsekreterare 1988 samt var undergeneralsekreterare och force commander UNPROFOR i före detta Jugoslavien) 1993. Från 1995 var Wahlgren en av de åtta högre officerare från olika länder som ingick i den International Defence Advisory Board som skapades på begäran av försvarsministrarna i de tre baltiska staterna för att tillhandahålla oberoende expertråd i försvarsfrågor. Som pensionär bosatte han sig i Halmstad.
Wahlgren gifte sig 1957 med Gunilla Margaretha Granlind (född 1933). De hade två döttrar.